# Dio
Dio — музичний гурт напрямків хард-рок і важкий метал, очолюваний американським вокалістом Ронні Джеймсом Діо, який сформував його у жовтні 1983 року, покинувши Black Sabbath. В інтерв'ю, доступному на спеціальній версії перевидання альбому Holy Diver, Діо сказав, що ніколи не хотів починати соло-кар'єру. Його метою було лиш створення нової групи, разом з колишнім ударником Вінні Еппісом. Прізвище Діо стало назвою групи випадково, через те, що він був добре відомим, та й просто добре звучало на ті часи як назва гурту. Логотип Діо, якщо його перевернути, читається як «Devil» (англ. «Диявол»), хоча це все ще є предметом дискусії і сам Ронні Джеймс Діо завжди стверджував, що він там нічого такого не бачить і не намагався такого робити. На додачу до Ронні як вокаліста і клавішника, та Вінні Еппіса на ударних, в групі грали Вівіан Кемпбелл (гітарист), і Джиммі Бейн (бас-гітарист), колишній колеґа Ронні Джеймса у складі «Rainbow».

## Історія гурту

### Початок іHoly Diver(1982—1983)
У 1982 році, через розбіжності у процесі зведення альбому Live Evil гурту Black Sabbath призвели до виходу зі складу Ронні Джеймса Діо і Вінні Аппісі. Бажаючи продовжити працювати разом, вони у жовтні 1982 року створили новий гурт Dio у США, разом з Вівіаном Кемпбеллом (гітара) і Джиммі Бейном (бас-гітара). У травні наступного року вийшов дебютний альбом Holy Diver. До нього увійшли два хітових сингли «Rainbow in the Dark» і «Holy Diver», які були здобули популярність на MTV. Клавішні партії у студії записали Ронні Джеймс Діо і Джиммі Бейн, а для концертних виступів був взятий Клод Шнелл. Шнелл зіграв з гуртом два концертних тури.

Діо розповів про створення гурту:
| Ліві лапки | Це був гарний час для перебування в цьому гурті. Це було чудово для нас. Все було на своїх місцях. Атмосфера на репетиціях була дивовижна. Процес запису також був добрий. Всі хотіли, щоб все було добре. Ми дійсно вірили в те, що робили, і не могли дочекатися, щоб отримати готовий продукт, і щоб люди це почули" | Праві лапки |

### ВідThe Last in LineдоDream Evil(1984—1989)
Будучи вже квінтетом, гурт випустив другий студійний альбом The Last in Line 2 липня 1984 року. За ним 15 серпня 1985 року вийшов альбом Sacred Heart. Декілька пісень для того альбому було записано протягом турне; їх, разом із записаною вже у студії піснею «Time To Burn» було видано на міні-альбомі Intermission. У 1985 році Ронні також написав пісню «Stars» для проекту Hear 'n Aid (разом з Кемпбеллом на гітарі). У 1986 році Кемпбелл був звільнений з гурту та приєднався до Whitesnake і був замінений Крейгом Ґолді.
21 липня 1987 року вийшов їхній четвертий альбом Dream Evil. Після Dream Evil, Голді, прагнучи займатись сольним проектом, залишив гурт. Коли Ронні Діо оголосив у червні 1989 року, що заміною для Ґолді буде 18-річний Роуен Робертсон, Бейн і Шнелл теж пішли з гурту. У грудні гурт залишив і Аппісі.

### Зміни (1990—1999)
Шнелл, Бейн і Аппісі були замінені, відповідно Тедді Куком, Йенсом Йоханссоном і колишнім барабанщиком AC/DC Саймоном Райтом. Новий гурт випустив альбом Lock Up the Wolves навесні 1990 року. Під час туру Ронні Джеймс Діо випадково зустрівся з колишнім колегою по Black Sabbath Гізером Батлером, що призвело до короткого возз'єднання гурту і випуску одного альбому Dehumanizer. Після цього Діо зібрав гурт Dio ще раз, залишивши з колишніх учасників тільки Вінні Аппісі. На початку 1993 року до гурту приєдналися гітарист Tracy G, клавішник Скотт Воррен з гурту Warrant і бас-гітарист Джефф Пілсон. Під час цього періоду гурт відмовився від фентезійної тематики і зосередився на сучасних проблемах. В результаті деякі фанати вважають альбоми випущені у цей період — Strange Highways (1993), Angry Machines (1996) і коцертний альбом Inferno: Last in Live — найгіршими у дискографії Діо, інші ж, навпаки, сприймають їх позитивно, як відхід від застарілого звучання 1980-их років. . Ронні Діо чітко вказав в численних інтерв'ю, що йому не дуже подобається цей етап його кар'єри (зокрема альбом Angry Machines, який дуже слабко продавався) і у червні 1999 року попросив Крейга Ґолді повернутися. Вважають, що і Tracy G прохали лишитися ритм-гітаристом, та той відмовився.

### Повернення (2000—2004)
Крейг Ґолді повернувся у 2000 році для запису восьмого студійного альбому Dio, Magica, який вважається більшістю як «альбом-повернення». Він сягнув № 13 у незалежному чарті Billboard. Для його запису до групи повернулися не лише Ґолді, а й Саймон Райт та Джиммі Бейн. Будучи концептуальним альбомом, Magica повертається до раннього, успішнішого звучання, у той час як частіше використання клавішних привносить до нього сучасний присмак. Та все ж протягом туру у підтримку альбому всередині гурту наростала напруга між Ґолді з одного боку та Бейном і Діо — з іншого, оскільки Ґолді був обтяжений сімейними обов'язками. Ґолді пішов з групи у січні 2002 року і був замінений Дуґом Елдріхом, з яким Бейн якось познайомився на записі альбому-триб'юту для Metallica. Через свою пізню появу Елдріх багато не привніс до дев'ятого альбому Dio, Killing the Dragon, який у своїй більшості був написаний Ронні Діо і Бейном. Killing The Dragon вийшов у 2002 році на лейблі Spitfire Records і був добре сприйнятий спільнотою металістів, сягнувши високих позицій у чартах Великої Британії. Елдріх лишатиметься у групі до квітня наступного року, коли приєднається до Whitesnake, через що Ґолді швидко повернули назад. Невдовзі з гурту пішов і Бейн.

### Master of the Moonі розпад (2004—2010)
30 серпня 2004 року у Європі і 7 вересня 2004 року у США Dio випустили їхній десятий студійний альбом, Master of the Moon. У запису брав участь мультиінструменталіст Джефф Пілзон (колишній музикант гурту Dokken) як басист. Та за попередніми домовленостями його вклад до альбому обмежувався лише роботою у студії, тож потім його замінив Руді Сарцо.
У 2005 відбувся реліз концертного альбому Dio — Evil or Divine — Live In New York City. Діо стверджував, що не докладав значних зусиль до виходу цього диску, оскільки на той час уже не співпрацював із лейблом, що його випустив. У 2005 Dio здійснили тур Південною Америкою, Японією і Європою, відвідавши й Україну. З 27 по 29 вересня відбувалися концерти у Донецьку, Харкові та Києві. Осінній тур того ж року називався «An Evening With Dio». На ньому гралися переважно твори з альбому 1983 року Holy Diver. Гурт збирався зняти відео з концерту в Росії для подальшого його релізу на DVD, та все ж віддав перевагу Лондону (Англія). Концертний альбом з того шоу, подвійний CD під назвою «Holy Diver - Live» вийшов у квітні 2006 року.
У 2007 році було повідомлено, що Black Sabbath об'єднається з Ронні Джеймсом Діо під назвою Heaven & Hell. У 2009 році гурт випустив альбом The Devil You Know.
Участь Ронні Діо у Heaven & Hell затримала запис альбомів Master of the Moon, Magica II.
Після трирічної перерви Dio дає 10 концертів у Європі у травні/червні 2008 року, і у листопаді/грудні 2009 року мали відбутися 22 концерти, які почалися у Великій Британії і закінчились у Німеччині. Дуг Олдріх замінив Крейга Голді у цей період, тому що той мав інші зобов'язання. Dio планував випустити новий сингл, під назвою «Electra». Це мав бути їхній перший студійний матеріал за останні 5 років. Гурт також мав намір записати два альбоми у 2010 році.
18 листопада 2009 року європейський тур був скасований через госпіталізацію Ронні Джеймса Діо. Йому було поставлено діагноз рак шлунку і він проходив курс лікування. Його менеджер, Венді Діо, подякувала усім шанувальникам і сказала «Після того, як він вб'є цього дракона, Ронні повернеться на сцену, де його місце, де він робить те що любить, робить для фанів.»
19 лютого 2010 року, на офіційному сайті Dio, було анонсовано що буде видано бокс-сет, під назвою Tournado Box Set, в обмеженій кількості. Видання включає Killing the Dragon CD, Evil or Divine DVD (лише у форматі PAL), DVD бонусні матеріали, інтерв'ю, фото-галерею, раніше не опубліковані кадри за лаштунками, промо відео до альбому Killing the Dragon — трек «Push», ексклюзивні карти Діо, і бонусний CD сингл"Electra" (остання записана пісня гурту), з незакінченого альбому Magica II & Magica III.

### Смерть Ронні Джеймса Діо
Ронні Джеймс Діо помер 16 травня 2010 року, від раку шлунку, у Техаському медичному центрі, у Г'юстоні, штат Техас.
9 листопада 2010 року, посмертно був випущений концертний альбом 'Dio at Donington UK: Live 1983 & 1987'. До нього увійшли виступи 1983 і 1987 років на фестивалі, і декілька пісень з часів виступів за гурти Rainbow іBlack Sabbath.
Під час інтерв'ю журналу Rock Magazine у Великій Британії, гітарист Dio Крейг Голді заявив «Ми працювали над новим альбомом до того як Діо помер у травні. І ми майже закінчили одну пісню. Венді (дружина і менеджер Ронні Діо) говорила про перевидання альбому 'Magica' (випущеного у 2010 році) з бонус-треком, яким би була ця композиція.» Голді говорив про текст пісні який був написаний під час боротьби з хворобою, і який був «дуже емоційним», і його «важко було слухати без клубка у горлі».
18 березня 2011 року, було оголошено, що останній склад Dio об'єднається з колишнім вокалістом Judas Priest Тімом «Ріппер» Оуенсом під назвою DIO Disciples. Протягом року гурт мав доволі багато виступів.
У травні 2012 року, колишній гітарист Dio Вівіан Кемпбелл, незважаючи на давню ворожнечу, вирішив об'єднатися з оригінальним складом гурту для серії шоу. Крім нього до гурту увійшли барабанщик Вінні Аппісі, бас-гітарист Джиммі Бейн і клавішник Клод Шнелль. Цей склад разом з колишнім вокалістом Lynch Mob і гастрольним учасником The Offspring Ендрю Фріменом буде виступати під назвою Last in Line.

## Мюррей
Мюррей — демонічного вигляду талісман Dio. Мюррей з'являється на обкладинках деяких альбомів гурту (Holy Diver, The Last in Line, Dream Evil), також на синглах і збірках, а також під час концертних шоу гурту

### Holy Diver
Перший студійний альбом Dio, Holy Diver, 1983 року, був першим з появою Мюррея на обкладинці.

### The Last in Line
Мюррей також зображений на другому студійному альбомі Dio, The Last in Line. На цій обкладинці монстри і мутанти блукають у постапокаліптичному світі, а Мюррей спостерігає за ними.

### Dream Evil
Мюррей не зображений на третьому студійному альбомі Dio Sacred Heart, але зображений востаннє у своєму первинному зображені на альбомі Dream Evil. Він зображений у вікні спальні, у якій спить дитина у ліжку, і в той же час переслідує декілька страшних істот. Історія Мюррей надрукована у книзі до туру Dream Evil Tour.
Обкладинка альбому Dream Evil є посиланням до одного з треків, «Faces in the Window» (весь альбоми присвячений страхам і забобонам про ніч і темряву).

### Атрибутика
Офіційний інтернет-магазин Ронні Джеймса Діо створив і продає бейсболки з зображенням Мюррея червоною вишивкою спереду кепки і логотипом Dio, тією ж червоною вишивкою, на задній частині.

## Масова культура
Головний злодій японської серії манга JoJo's Bizarre Adventure називається Діо Брандо, в честь Ронні Джеймса Діо і Марлона Брандо.
Відео гра видана в Японії для Nintendo у 1989 році називається Holy Diver. Готична та середньовічна тема дуже схожі на тему з відео «Holy Diver».
У 1999 році персонаж «Діо» з'явився у епізоді мультфільму South Park під назвою Hooked on Monkey Phonics. У ньому група грає Holy Diver на дискотеці у початковій школі. Персонаж «Діо» ще більш-менш схожий на свого прототипа, та решта гурту має вигляд стереотипної хеві-метал-групи, і зовсім не схожа на справжніх учасників Dio.
У 2006 році Dio зіграли незначну роль у фільмі Tenacious D під назвою «The Pick of Destiny». У сцені, де юний Джек Блек звертається до постера Dio за порадою, зображення Dio оживає і починає пропонувати шляхи вирішення проблем. Вони також брали участь у створенні саундтреку до цього фільму, записавши пісню «Kickapoo».
Пісня «Holy Diver» є на комп'ютерних іграх Guitar Hero Encore: Rocks the 80s і Grand Theft Auto: Vice City Stories. Вона також присутня у завантажуваному контенті до серії Rock Band Series, разом з «Stand Up and Shout».
Пісня «Rainbow in the Dark» присутня в Rock Band 3.

## Учасники гурту
- Ронні Джеймс Діо — Вокал (1982—1991, 1993—2010; помер у 2010)
- Вінні Аппісі — ударні (1982—1989, 1993—1998)
- Джиммі Бейн — бас-гітара (1982—1989, 1999—2004)
- Джейк І. Лі. — guitar (1982)
- Вівіан Кемпбелл — гітара (1982—1986)
- Клод Шнелль — клавішні(1984—1989)
- Крейг Голді — гітара (1986—1989, 1999—2001, 2004—2005, 2006—2010)
- Рован Робертсон — гітара (1989—1991)
- Сімон Врайт — ударні (1989—1991, 1998—2010)
- Йенс Йохансон — клавішні (1989—1991)
- Тедді Кук — бас-гітара (1989—1991)
- Трейсі Джі — гітара (1993—1999)
- Джефф Пілсон — бас-гітара (1993—1997, 2004—2005)
- Скот Воррен — клавішні (1993—2010)
- Ларрі Деннісон — бас-гітара (1997—1999)
- Даг Олдріх — гітара (2001—2004, 2005—2006)
- Руді Сарцо — бас-гітара (2005—2010)

Учасники під час турів
- Джеррі Бест — бас-гітара (1995)
- Боб Дейслі — бас-гітара (1998)
- Чак Гаррік — бас-гітара (2000—2001)
- Джеймс Коттак — ударні (1997)

### DIO Disciples

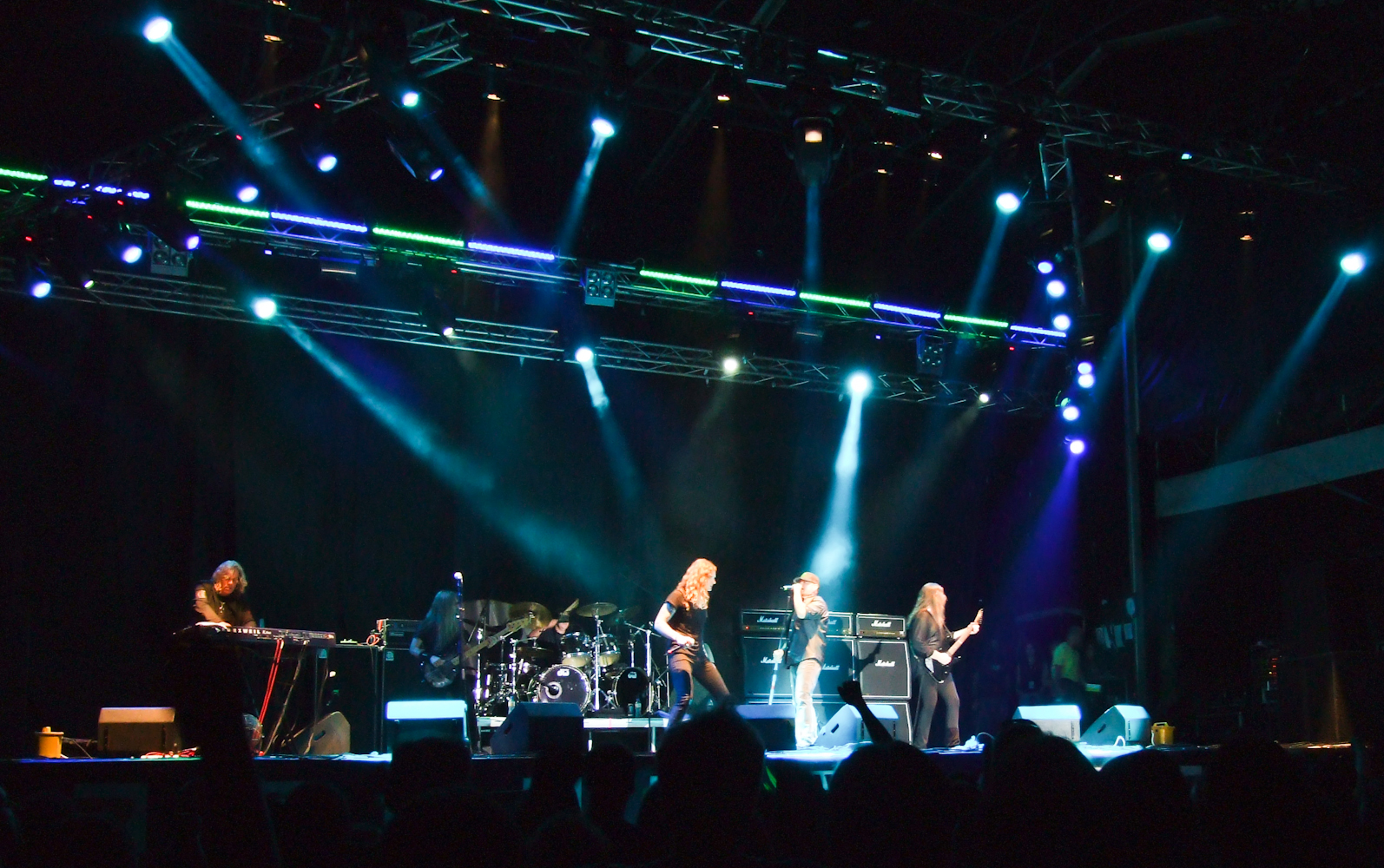
Триб'ют гурт DIO Disciples на фестивалі Kavarna Rock у 2012 році.

Поточні учасники
- Тім "Ripper" Оуенс — вокал(2011-до сьогодні)
- Крейг Голді — гітара (2011–до сьогодні)
- Скотт Варрен — клавішні (2011–до сьогодні)
- Сімон Врайт — ударні (2011–до сьогодні)
- Бьорн Енглен — бас-гітара (2012–до сьогодні)
- Оні Логан — вокал (2012–present)

Колишні учасники
- Руді Сарцо — бас-гітара (2011)
- Тобі Йепсон — вокал (2011—2012)
- Джеймс ЛоМенцо — бас-гітара (2011—2012)

Учасники під час турів
- Доро Пеш — вокал (2011)
- Марк Боалс — вокал (2013)
- Рован Робертсон — гітара (2013)

### Last In Line
Current Members
- Вівіан Кемпбелл — Гітара (2013–Present)
- Вінні Аппісі — Ударні (2013–Present)
- Джиммі Бейн — Бас-гітара (2013–Present)
- Клод Шнелль — Клавішні (2013–Present)
- Ендрю Фрімен — Вокал (2013–Present)

## Дискографія
- Holy Diver (1983)
- The Last in Line (1984)
- Sacred Heart (1985)
- Dream Evil (1987)
- Lock Up the Wolves (1990)
- Strange Highways (1993)
- Angry Machines (1996)
- Magica (2000)
- Killing the Dragon (2002)
- Master of the Moon (2004)

## Відеографія
- A Special from the Spectrum (VHS, 1983)
- Sacred Heart "The Video" (VHS, 1986 — DVD, 2004)
- Time Machine (VHS, 1990)
- Evil or Divine – Live in New York City (DVD, 2003)
- We Rock (DVD) (DVD, 2005)
- Holy Diver – Live (DVD, 2006)
- Tenacious D in The Pick of Destiny (DVD, 2006)